# L'Histoire de l'amour (roman)
Pour l’article homonyme, voir L'Histoire de l'amour.
L'Histoire de l'amour est un roman américain de Nicole Krauss publié en 2005, traduit en français par Bernard Hœpffner (& Catherine Goffaux) et publié aux éditions Gallimard en 2006.
Prix du Meilleur Livre étranger 2006.

## Trame narrative
Le récit est pris en charge par un des cinq ou six personnages principaux. L'essentiel se déroule à New York (et Valparaiso), mais sur une cinquantaine d'années. Les informations sont ainsi croisées.
À New York, dans les années 2000, un vieil homme, Leopold Gursky, se remémore sa vie d'avant l'Amérique. Né vers 1920, il est tombé amoureux d'une voisine, auprès de laquelle il a vécu un amour partage, entre 8 ans et 18 ans : jeune fille à la phalène, bains, premier baiser... Cet amour secret d'enfance a  pris fin quand le père rabbin l'a expédiée en Amérique. Ils se sont écrit, il lui a promis de n'avoir aucune autre amoureuse, et d'écrire un livre sur elle. Il a travaillé à Minsk, à Slonim  . Il a écrit trois livres avant d'avoir 21 ans. En 1941, il a été rattrapé par la guerre, et a passé trois ans et demi à se cacher : arbres, fissure, caves, trous... En 1945 ou 1946, il a pu bénéficier d'une place sur un bateau pour les États-Unis. L'homme invisible n'a plus quitté le grand New York, et a travaillé cinquante ans comme serrurier, parce que son cousin l'était aussi.
Un jour, devant un MacDonald's, il retrouve son ami d'enfance, Bruno. Depuis son veuvage, il a pris un petit appartement dans le même immeuble que Leo. Et tous deux s'assistent, communiquent, se disputent un peu, se tolèrent, et vivent chichement, improbable tandem tragi-comique de pauvres vieux juifs new-yorkais. Bruno est parfois suicidaire. Leopold est plus optimiste : J'étais un cancer vivant (p. 43, maintenant, je sais qu’il n'est pas trop tard. Il tient ses promesses d'enfance. Mais il veut être vu chaque jour, vendeur de chaussures, livreur de repas, maladresse accentuée dans la rue... Une annonce dans un journal l'attire : servir de modèle nu dans une école de dessin, tel qu'il est, vieux, moche, fatigué, tendance Néandertal (p. 35).
Une nuit, depuis longtemps à la retraite, il accepte de dépanner un homme. Il est troublé de voir là un livre d'Issac Moritz, et il lui avoue qu'il est le père, ou presque le père, plutôt son oncle, pas vraiment son oncle (p. 59). Au retour, il a eu envie de reprendre son livre, son manuscrit, d'écrire une suite. Et il lui a expédié le tout. Charlotte, mon Alma, il l'a retrouvée, mère d'un enfant de cinq ans (dont il est le père), mariée au fils de son patron. Elle n'a pas voulu le suivre... Depuis, le fils a écrit quatre romans, appréciés. Et Alma a déclaré à Leo : Surveille-le.
Isaac Moritz, alias Jacob Marcus, propose beaucoup d'argent à Charlotte Singer, qui en a bien besoin, veuve avec une jeune fille à faire entrer dans une bonne école et un fils un peu demeuré, pour traduire le texte du yiddish en anglais. Alma Singer fait des tirages partiels, et fournit au lecteur des extraits des premiers chapitres. Avec l'aide de Misha, elle essaie de comprendre le texte, l'auteur, le personnage principal (Alma). L'enquête la mène dans la plupart des services de la ville de New York, un peu à la Patrick Modiano. Elle modifie la lettre de sa mère au commanditaire, afin de le pousser à se dévoiler. elle finit par comprendre que le prétendu Jacob Marcus est un personnage d'un roman d'Isaac Moritz.
Leopold Gursky a autrefois confié à Zvi Litvinoff un exemplaire manuscrit de ce texte L'Histoire de l'amour, à charge de le lui remettre dès que possible. Quand il a connu Rosa, ils l'ont traduit ensemble du yiddish à l'espagnol. Depuis, Zvi a modifié à peine le texte, en hispanisant les noms, sauf celui d'Alma. Rosa et Lvi ont fini par réussir à publier la version espagnole en 2000 exemplaires, dont un est parvenu à Buenos Aires, dans une petite librairie, près de chez Borgès, où quelqu'un l'a acheté, David Singer. Leopold informé écrit à Zvi : Rosa lui répond que l'exemplaire original a péri dans une inondation (provoquée par elle-même).
Leopold est au centre de divers épisodes, actuels ou anciens (pré, sténopé, costume, tailleur Grodzenski, concession Simchik, chien pitbull). Il arrive en retard à l'office funèbre d'Isaac, mort à soixante ans, mais est admis à se rendre dans la maison de Bernard Mordechaï Moritz, occasion d'un incident avec Bernard et Robert..
Alma Devorah se souvient de ses quelques années avec Misha, de leurs relations si particulières, entre 12 et 15 ans. Sa perception du monde change à peine avec la découvert du journal intime de Bird. Il en est de même avec Bird, qui commet la réciproque, et révèle quelques facettes inouïes d'Alma.
Le récit s'achève dans la double attente par Leopold et Alma d'un rendez-vous. Elle ne songe plus alors à son manuel de survie...
L'Histoire de l'amour est un texte dont il existe au moins deux versions, l'originale en yiddish, disparue par l'eau, une version moins originale en espagnole (dont les épreuves ont été brûlées par Zvi), et une édition américaine à paraître, et pour laquelle le nom de Leopold Gursky refait surface. Le lecteur de ce récit aura eu connaissance de brefs extraits, étranges.

## Personnages
- Leopold Gursky, Leo, de Slonim, 
  - Josef, son frère de 13 ans, abandonné, parce que non réactif, sans doute massacré avec le reste de la famille,
  - ses disparus : Alma, Fritzy, Sari, Hanna, Herschel, Isaac, etc,
- Bruno, de Slonim, ami d'enfance, retrouvé à New-York, veuf, désormais voisin d'immeuble de Leo, autrefois l'autre prétendant d'Alma, et bien meilleur écrivain,
- Zvi Litvinoff, de Slonim, en yechiva pendant deux ans (à Minsk ?), revenu à Slonim en 1936, déboussolé, à Valparaiso (Chili) depuis 1941, 37 ans de Valparaiso à un moment du roman, souffre d'une toux persistante, préparateur en pharmacie (auprès d'un vieux juif allemand pharmacien), puis enseignant de heder, puis journaliste, spécialisé en nécrologies,
  - Rosa, de Cracovie, réfugiée au Chili, épouse de Litvinoff (sombre corbeau, rencontré en 1951, quand elle a 20 ans, et lui 32), visage pâle, cheveux noirs,
  - Boris Perlstein, neveu londonien de Zvi, sauvé grâce à un Kindertransport,
- Alma Singer, Devorah, cheveux noirs, 15 ans,
  - son frère cadet, Emanuel Chaim, petit, blond, surnommé Bird ou Birdy dès six ans, croyant, crédule, se voudrait lamed vounik,
    - M. Goldstein, gardien de l'école élémentaire juive (heder, Schul), son modèle,
    - docteur Vishnubakt, son psychologue,

  - leur père, David Singer, 1,90 m, souffre six ans d'un cancer du pancréas, meurt quand Alma a 8 ans, aurait 51 ans,
  - leur mère, Charlotte Singer, 41 ans, traductrice,
    - Lyle (correcteur en édition), Henry Lavender (chirurgien), Dr Tucci (vétérinaire), pères potentiels de remplacement pour mère malheureuse,

  - leur oncle, Julian, spécialiste de Giacometti, frère de Charlotte, qui protège Alma, lui rend le couteau suisse de son père, la pousse à s'inscrire en école d'art,
    - sa compagne, Frances,
    - son amante, Flo,

  - des amis possibles, Herman Cooper, Greg Feldman,
  - des collèges amies/ennemies, comme Sharon Newman,
  - son ami, Misha Shklovsky, réfugié russe récent, isolé, à Brighton Beach (NY), en demande de contact, un an plus âgé qu'Alma,
    - sa famille, sa sœur Svetlana Svetya, et la parenté : Bubbe, Sasha, Zeyde, Simon...

  - Daniel Eldridge, paléontologue, modèle (provisoire) pour Alma,
- Alma Mereminski, morte depuis cinq ans, la plus jeune des quatre enfants du rabbin, de Slonim,  
  - Mordechai Moritz, Morty, famille d'Odessa, époux d'Alma depuis 1942 (avec le rabbin Greenberg, à Brooklyn), mort,
  - Isaac Moritz, écrivain célébré, quatre romans, dont le premier, Le Remède, commence avec un personnage qui s'appelle Jacob Marcus, également auteur de Maison de verre, Chante,
  - son frère Bernard Moritz,
- Jacob Marcus, éditeur new-yorkais, intéressé par la traduction en anglais de l'Histoire de l'amour, auteur supposé de littérature rabbinique,
- Dudu Fisher (en), chanteur et acteur israélien, pour la performance duquel Leo achète deux places,

## Éditions
- La prépublication en revue est de 2004.
- New York, 2005, W. W. Norton & Company
- Paris, éditions Gallimard, 360 pages  (ISBN 978-2-07-077-308-4)
- réédition poche, Folio, 2016, 464 pages  (ISBN 978-2-07-035-561-7)

## Accueil
La réception francophone est très favorable : labyrinthique et étincelant, l'enchanté paradoxe d'exister, méditation déchirante sur la mémoire et le deuil.

## Adaptation
- L'Histoire de l'amour (2016), film de Radu Mihaileanu